# Campionato albanese di calcio a 5 2010-2011
Il Kampionati Mini-Futbollit 2010-2011 è stata la 8ª edizione della massima serie di calcio a 5 dell'Albania. La stagione regolare ha preso avvio il 28 novembre 2010 e si è conclusa il 3 aprile 2011, prolungandosi fino al 10 aprile con la disputa delle partite di spareggio. La corrente edizione, disputata a girone unico, è stata caratterizzata dall'esclusione del Beselidhja e del Nord Albania dopo tre rinunce consecutive. Le gare disputate dalle due società non sono state ritenute valide ai fini della classifica.

## Stagione regolare
|                    | Pos. | Squadra           | Pt | G  | V  | N | P  | GF | GS  | DR  |
| ------------------ | ---- | ----------------- | -- | -- | -- | - | -- | -- | --- | --- |
|                    | 1.   | Tirana            | 30 | 12 | 10 | 0 | 2  | 60 | 30  | +20 |
|                    | 2.   | Ali Demi          | 25 | 12 | 7  | 4 | 1  | 79 | 34  | +25 |
| Albania (bandiera) | 3.   | Flamurtari Valona | 22 | 12 | 7  | 1 | 4  | 60 | 41  | +19 |
|                    | 4.   | Edro Valona       | 22 | 12 | 7  | 1 | 4  | 49 | 30  | +19 |
|                    | 5.   | Flabina Tirana    | 13 | 11 | 4  | 1 | 6  | 52 | 59  | -7  |
|                    | 6.   | Teuta             | 6  | 11 | 2  | 0 | 9  | 34 | 65  | -31 |
|                    | 7.   | Elbasani          | 1  | 12 | 0  | 1 | 11 | 29 | 104 | -75 |
|                    | -    | Besëlidhja        | -  | -  | -  | - | -  | -  | -   | -   |
|                    | -    | Nord Albania      | -  | -  | -  | - | -  | -  | -   | -   |

## Play-off
I play-off si sono disputati presso il palazzo dello sport "Tomorr Sinani" di Elbasan dal 7 al 10 aprile 2011.
|  | Semifinali        | Semifinali        | Semifinali        |                   |             | Finale      | Finale | Finale |  |
|  |                   |                   |                   |                   |             |             |        |        |  |
|  | Tirana            | Tirana            | 1                 |                   |             |             |        |        |  |
|  | Tirana            | Tirana            | 1                 |                   |             |             |        |        |  |
|  | Edro Valona       | Edro Valona       | 6                 |                   |             |             |        |        |  |
|  | Edro Valona       | Edro Valona       | 6                 |                   | Edro Valona | Edro Valona | 4 (6)  |        |  |
|  |                   |                   |                   |                   | Edro Valona | Edro Valona | 4 (6)  |        |  |
|  |                   |                   | Flamurtari Valona | Flamurtari Valona | 4 (7)       |             |        |        |  |
|  | Ali Demi          | Ali Demi          | Flamurtari Valona | Flamurtari Valona | 4 (7)       | 4 (6)       |        |        |  |
|  | Ali Demi          | Ali Demi          |                   |                   |             |             |        |        |  |
|  | Flamurtari Valona | Flamurtari Valona | 4 (7)             |                   |             |             |        |        |  |